# 川崎市立御幸中学校
川崎市立御幸中学校（かわさきしりつ みゆきちゅうがっこう）は、神奈川県川崎市幸区戸手4丁目にある公立中学校である。略称は、「御幸中」（みゆきちゅう）。平成2年度（2014年3月）までの卒業生数は2万2932名。1947年（昭和22年）開校。

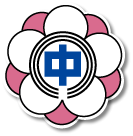
川崎市立御幸中学校校章

## 概要
「あいさつ、時間、清掃」を学校生活の目標とした「御幸の三本柱」というものがある。校名の「御幸」は1884年（明治17年）に小向村の小向梅林に明治天皇が行幸（御幸）したことを記念して命名された。

## 教育目標
心を磨き、地域・社会に貢献できる人へ
～自律心　向上心　認めあう心　思いやる心　協力する心　感謝する心～
※2021年4月1日施行(生徒たちが作成)

## 沿革
- 1947年（昭和22年）
  - 5月5日 - 南河原小学校にて開校式ならびに入学式、授業は溝ノ口331番地の旧制川崎市立橘中学校（川崎市立橘高等学校の前身校[1]）にて実施。生徒数405名（1・2年生のみ）。職員数11名。
  - 5月6日 - 開校記念日
  - 7月1日 - 校章制定
  - 9月9日 - 遠藤町700番地へ移転（現在御幸小学校、昭和26年度まで使用）
  - 12月25日 - 戸手町1丁目91番地へ移転（御幸中学校旧校舎）
- 1948年（昭和23年）3月28日 - 校旗制定
- 1951年（昭和26年）
  - 9月26日 - 新校舎落成（戸手町2丁目3番地）
  - 9月28日 - 校歌制定
- 1953年（昭和28年）4月1日 - 川崎市立塚越中学校分離
- 1956年（昭和31年）
  - 3月10日 - 三樹苑建立（梅・松・藤で「校訓」のみさを・まこと・のぞみを表象）
  - 9月1日 - 川崎市立南河原中学校分離
- 1958年（昭和33年）6月10日 - 体育館落成
- 1959年（昭和34年）4月16日 - 特殊学級設置
- 1960年（昭和35年）
  - 3月31日 - 鉄筋3階建7教室落成
  - 7月20日 - プール竣工（長さ25m、幅14m）
- 1962年（昭和37年）
  - 3月5日 - 鉄筋3階建5教室増築落成
  - 9月5日 - クラブ部室、放送室竣工
  - 11月12日 - 創立15周年記念式典挙行
- 1967年（昭和42年）11月24日 - 創立20周年記念式典挙行
- 1968年（昭和43年）4月10日 - 若者の像設置
- 1974年（昭和49年）4月1日 - 第一期校舎改築工事完了
- 1977年（昭和52年）
  - 3月31日 - 鉄筋6校舎完成
  - 7月15日 - 市立中学校創立30周年記念
  - 11月1日 - 創立30周年記念式典挙行
- 1978年（昭和53年）4月29日 - 30周年記念碑除幕式
- 1981年（昭和56年）4月1日 - 特別教室6教室完成
- 1982年（昭和57年）3月31日 - 普通教室6 特別教室3 教室完成
- 1983年（昭和58年）3月1日 - 新体育館落成
- 1984年（昭和59年）
  - 3月22日 - 特別教室2教室増築落成
  - 5月4日 - 格技室改築・部室落成
- 1991年（平成3年）4月11日 - 格技室・プール完成
- 1995年（平成7年）3月31日 - 施設開放拠点（市民教室）工事完成
- 1997年（平成9年）11月15日 - 創立50周年記念式典挙行
- 2010年（平成22年）6月1日 - 通級指導教室新設
- 2017年（平成29年）8月～ - 校舎内外装の大規模改修工事
- 2018年（平成30年）11月10日 - 創立70周年記念式典挙行
- 2021年　(令和３年)　4月1日～新学校教育目標を生徒たちが作成

## 特別活動
特別活動として、生徒会活動（川崎市立御幸中学校生徒会）や委員会活動、学校行事が存在する。

### 委員会
1学年学級委員会、2学年学級委員会、3学年学級委員会、視聴覚委員会、保健委員会、生活委員会、福祉委員会、環境美化委員会、体育委員会、新聞委員会、図書委員会

### 学校行事
- 4月 - 着任式・始業式・入学式・新入生歓迎会・新体力テスト
- 5月 - 生徒総会・開校記念日・3年修学旅行・体育祭
- 6月 - 1年校外学習
- 8月 -2年職業体験
- 10月 - 合唱コンクール・文化祭・PTAふれあいフェスタ
- 11月 - 小6体験入学
- 2月 - 1年自然教室・生徒総会
- 3月 - 卒業式・修了式・離退任式

## 課外活動
課外活動の一環として各種の部活動が行われている。

### 運動部
野球部、サッカー部、男子ソフトテニス部、女子ソフトテニス部、男子バスケットボール部、女子バスケットボール部、男子バドミントン部、女子バドミントン部、女子バレーボール部、陸上部、水泳部、卓球部、柔道部、相撲部、剣道部、駅伝部（駅伝大会の時期のみ）

### 文化部
美術部、吹奏楽部、家庭科部、コンピュータ部、演舞部、書道部

## 通学区域
小向、小向町、小向仲野町、小向西町、戸手、戸手本町、紺屋町、神明町、遠藤町、河原町

## 学区小学校
川崎市立御幸小学校、川崎市立西御幸小学校、川崎市立戸手小学校、川崎市立幸町小学校

## 著名な出身者
- 山下秀男（実業家、前同窓会長、平成25年春の叙勲：旭日双光章、神奈川県県民功労表彰、川崎市交通安全協会会長、川崎南法人会相談役、他）第2期卒
- 佐藤征一郎（声楽家、川崎市市民文化大使、洗足学園音楽大学名誉教授）第8期卒
- 鏑木茂哉（同窓会長、川崎市議会議員、元市議会議長）第15期卒
- 竹間幸一（川崎市議会議員）第15期卒
- 和田優子（美容研究家、ミス日本コンテスト大会運営委員長）第25期卒
- 根本りつ子（女優）第25期卒
- 河野忠正（川崎市議会議員）第27期卒
- 吉濱遼平（プロサッカー選手、湘南ベルマーレ所属）第60期卒